# Ollagüe (gemeente)
Ollagüe is een gemeente in de Chileense provincie El Loa in de regio Antofagasta. Ollagüe telde 321 inwoners in 2017 en heeft een oppervlakte van 2964 km².